# Szűzőrség
Szűzőrség (eredeti cím: Blockers) egy 2018-ban bemutatott amerikai vígjáték, melyet Kay Cannon rendezett, akinek ez volt a rendezői debütálása. A forgatókönyvet Brian Kehoe és Jim Kehoe írta. A főszereplők Leslie Mann, Ike Barinholtz és John Cena. A film címe a posztereken a "Cockblocking" nevet kapta, amely az aktusra való utalás; a kakas ikont eltávolították a televíziós és kábeltelevíziós hálózatokról való reklámozásból, amely ellen tiltakoztak, csak a "Szűzőrség" szöveget jelenítették meg.
A film premierjére 2018. március 10-én került sor a South by Southwest fesztiválon. Az Amerikai Egyesült Államokban 2018. április 6-án mutatta be az Universal Pictures. Magyarországon egy hónappal később szinkronizálva, május 3-án az UIP-Dunafilm forgalmazásában. 
A film világszerte 93 millió dollárt tudott termelni, amely a 21 millió dolláros költségvetésével szemben, jó eredmény. kritikai szempontból pozitív értékeléseket kapott; dicsérték a "humort és az előadást", valamint az "intelligenciát és az empetiát", amelyek nem sűrűn találhatóak meg a műfajban. A Metacritic oldalán a film értékelése 69% a 100-ból, ami 46 véleményen alapul. A Rotten Tomatoeson a Szűzőrség 83%-os minősítést kapott, 172 értékelés alapján..
A film végig követi a szülőtriót, akik megpróbálják megakadályozni lányaik szüzességének elvesztését a bankett estéjén.
A film forgatása 2017. május 2-án kezdődött Atlanta, Georgában.

## Cselekménye
Az egyedülálló édesanya, Lisa Decker (Leslie Mann) elkíséri kislányát, Julie-t az első óvodai nyitónapra. Meghatva figyeli, ahogy Julie rögtön két másik lánnyal, Kayla-val és Sammel összebarátkozik. Kayla apja, Mitchell (John Cena) és Sam apja, Hunter (Ike Barinholtz) bemutatkoznak és közeli barátokká válnak, miután látták a gyermekeik közötti kapcsolatot.
Tizenkét évvel később, a bankett napján Julie (Kathryn Newton) elmondja a legjobb barátnőinek, Kayla-nak (Geraldine Viswanathan) és Samnek (Gideon Adlon), hogy tervezi elveszteni szüzességét a barátjával, Austinnal. Kayla azonnal kötelezettséget vállal, és ő is el szeretné veszteni alkalmi módon az ő labortársával és az iskola drogszakácsával, Conorral. Sam zárkózott leszbikus lány, aki az érzéseit eltitkolja, de ennek ellenére csatlakozik a paktumhoz a közös tapasztalat iránti vágy megszerzéséért, ami a két legjobb barátnőjéhez kötődik, egészen az egyetem továbbmeneteléig. A bálba az ártalmatlan fedorát viselő Chaddel megy.

## Szereposztás
| Szerep                                                              | Színész               | Magyar hang   |
| ------------------------------------------------------------------- | --------------------- | ------------- |
| Lisa Decker, Julie egyedülálló anyja                                | Leslie Mann           | Ruttkay Laura |
| Mitchell, Kayla túlzott érzelemű és sport megszállott apja          | John Cena             | Bognár Tamás  |
| Hunter, Sam nárcisztikus apja, aki megcsalta feleségét, és elváltak | Ike Barinholtz        | Király Attila |
| Julie Decker, Lisa lánya                                            | Kathryn Newton        | Laudon Andrea |
| Kayla, Mitchell és Marcei lánya                                     | Geraldine Viswanathan | Csuha Borbála |
| Sam, Hunter lánya                                                   | Gideon Adlon          | Pekár Adrienn |
| Connor, Kayla bálpartnere                                           | Miles Robbins         | Hamvas Dániel |
| Chad, Sam bálpartnere                                               | Jimmy Bellinger       | Berkes Bence  |
| Austin, Julie barátja                                               | Graham Phillips       | Baráth István |
| Brenda, Sam anyja és Hunter exfelesége                              | June Diane Raphael    | Orosz Anna    |
| Marcie, Mitchell felesége és Kayla anyja                            | Sarayu Blue           | Pálfi Kata    |
| Ron, Cathy férje és Austin apja                                     | Gary Cole             | Epres Attila  |
| Cathy, Ron felesége és Austin anyja                                 | Gina Gershon          | Kovács Nóra   |
| Angelica, Sam kiszemelt leszbikus szerelme                          | Ramona Young          | Lamboni Anna  |